# توماس جاكسون دينسون
توماس جاكسون دينسون (بالإنجليزية: Thomas Jackson Denson)‏ هو موسيقي أمريكي، ولد في 20 يناير 1863 في مقاطعة راندولف في الولايات المتحدة، وتوفي في 14 سبتمبر 1935 في Manchester, Alabama ‏ في الولايات المتحدة.